# إرنست دامزوغ
إرنست دامزوغ (بالألمانية: Ernst Damzog) (30 أكتوبر 1882 – 24 يوليو 1945) كان ضابط شرطة ألماني وعضوًا في قوات الأمن الخاصة (إس إس)، وخدم في جهاز الغستابو خلال فترة ألمانيا النازية. كان مسؤولًا عن عمليات قتل جماعي للبولنديين واليهود في الأراضي التي احتلتها ألمانيا في بولندا أثناء الحرب العالمية الثانية.

## الحياة المبكرة
وُلد دامزوغ في 30 أكتوبر 1882 في بروسيا الغربية، وبدأ مسيرته المهنية في الشرطة الألمانية قبل الحرب العالمية الأولى. عمل في مهام شرطية تقليدية قبل أن يلتحق بجهاز الأمن الألماني في عهد جمهورية فايمار.

## الانضمام إلى قوات الأمن الخاصة والغستابو
خلال ثلاثينيات القرن العشرين، انضم دامزوغ إلى إس إس، وتدرج في المناصب حتى أصبح قائدًا ميدانيًا في جهاز الغستابو. ارتبط اسمه بالسياسات القمعية للنظام النازي، وخاصة في المناطق المحتلة.

## الجرائم في بولندا المحتلة
بعد غزو بولندا عام 1939، تولى دامزوغ مسؤوليات أمنية في الأراضي المحتلة، حيث أشرف على عمليات الإبادة الجماعية ضد اليهود والبولنديين. شارك في تنظيم عمليات النقل إلى معسكرات الاعتقال والإبادة، إضافة إلى عمليات الإعدام الميداني.

### الجدول الزمني لأبرز محطات حياته
| السنة     | الحدث                                    | ملاحظات                       |
| --------- | ---------------------------------------- | ----------------------------- |
| 1882      | الميلاد في بروسيا الغربية                | في عهد الإمبراطورية الألمانية |
| 1910s     | الخدمة في الشرطة الألمانية               | قبل الحرب العالمية الأولى     |
| 1930s     | الانضمام إلى قوات الأمن الخاصة والغستابو | بداية نشاطه مع النظام النازي  |
| 1939      | تعيينه في بولندا المحتلة                 | بداية تورطه في جرائم الحرب    |
| 1939–1945 | إشرافه على عمليات قتل جماعي ونقل قسري    | استهداف اليهود والبولنديين    |
| 1945      | الوفاة في بولندا                         | في 24 يوليو 1945              |

## الوفاة
توفي دامزوغ في 24 يوليو 1945 في بولندا، في أعقاب هزيمة ألمانيا النازية وانتهاء الحرب العالمية الثانية.